# Pseudanthias luzonensis
Pseudanthias luzonensis är en fiskart som först beskrevs av Masao Katayama och Masuda, 1983.  Pseudanthias luzonensis ingår i släktet Pseudanthias och familjen havsabborrfiskar. Inga underarter finns listade i Catalogue of Life.